# Willi Jasper
Willi Jasper (* 11. Juni 1945 in Lavelsloh; † 3. Februar 2023) war ein deutscher Kultur- und Literatur-Wissenschaftler und Publizist. Bis zu seiner Emeritierung im Jahr 2010 war er Professor für Neuere deutsche Literatur- und Kulturgeschichte (Germanistik) und Jüdische Studien an der Universität Potsdam. Er war Mitglied im PEN-Zentrum Deutschland.

## Leben

### Studium
Willi Jasper studierte von 1966 bis 1970 an der Freien Universität Berlin (FU) Germanistik und Politologie und promovierte dort. Von 1970 bis 1980 war er Studienreferendar, Dozent in der Erwachsenenbildung, Redakteur und Lektor.

### Politik
Während seines Studiums war Willi Jasper in der Außerparlamentarischen Opposition aktiv. Über das Sozialistische Arbeiter- und Lehrlingszentrum (SALZ) kam er 1970 zur Kommunistischen Partei Deutschlands (KPD/AO), war Mitglied des Zentralkomitees und zeitweilig Chefredakteur des Parteiorgans Rote Fahne. Nach Selbstauflösung der Partei, an der er aktiv beteiligt war, beschäftigte sich Jasper wissenschaftlich mit Exilliteratur und Themen der jüdischen Kulturgeschichte.

### Wissenschaft
1980 bis 1989 war Willi Jasper als freier wissenschaftlicher Autor und Publizist (Funk, Fernsehen und Printmedien) tätig. Von 1989 bis 1994 wirkte er in Lehre und Forschung an der Universität GH Duisburg / „Salomon-Ludwig Steinheim Institut für deutsch-jüdische Geschichte“ (stellvertretender Direktor). Seit 1994 war er an der Universität Potsdam (Habilitation und Ernennung zum apl Professor). Bis 2005 arbeitete Jasper am Moses Mendelssohn Zentrum für europäisch-jüdische Studien (Schwerpunkt russisch-jüdische Migrationsforschung), danach als Professor für Literatur- und Kulturgeschichte an den Instituten für Germanistik und Jüdische Studien.

## Auszeichnungen
- 2013 Johann-Heinrich-Merck-Medaille der Darmstädter Goethe-Gesellschaft[3]

## Schriften (Auswahl)
- Der gläserne Sarg. Erinnerungen an 1968 und die deutsche "Kulturrevolution". Matthes und Seitz, Berlin 2018, ISBN 978-3-95757-530-2.
- Lusitania. Kulturgeschichte einer Katastrophe. be.bra verlag, Berlin 2015, ISBN 978-3-89809-112-1.
- Carla Mann. Das tragische Leben im Schatten der Brüder. Propyläen Verlag. Berlin 2012.[4]
- Zauberberg Riva. Matthes & Seitz, Berlin 2011.[5]
- (Hrsg.): Wieviel Transnationalismus verträgt die Kultur? Berlin 2009.
- Die Jagd nach Liebe. Heinrich Mann und die Frauen. Fischer Verlag, Frankfurt/Main 2007.[6]
- (Hrsg. zusammen mit Eva Lezzi, Elke Liebs, Helmut Peitsch): Juden und Judentum in der deutschsprachigen Literatur. Wiesbaden 2006.
- (Zusammen mit Eliezer Ben-Rafael, Paul Harris u. a.): Building a Diaspora. Russian Jews in Israel, Germany and the USA. Leiden/Boston 2006.
- Deutsch-Jüdischer Parnass. Literaturgeschichte eines Mythos. Propyläen Verlag, Berlin/München 2004.
- (Hrsg. zusammen mit Joachim H. Knoll): Preußens Himmel breitet seine Sterne… Beiträge zur Kultur-, Politik- und Geistesgeschichte der Neuzeit. Olms Verlag, Hildesheim 2002, 2 Bde.
- Lessing, Aufklärer und Judenfreund. Biografie. Propyläen Verlag, Berlin/München 2001.
- (Hrsg.): Ludwig Börne: Berliner Briefe. Philo-Verlag, Berlin 2000.
- (Hrsg. mit Julius H. Schoeps, Bernhard Vogt): Ein neues Judentum in Deutschland? Fremd- und Eigenbilder der russisch-jüdischen Einwanderer. Verlag für Berlin Brandenburg, Potsdam 1999.
- Faust und die Deutschen. Rowohlt-Berlin Verlag, Berlin 1998.
- (Hrsg. zusammen mit Julius H. Schoeps): Deutsch-jüdische Passagen – Europäische Stadtlandschaften von Berlin bis Prag. Hoffmann und Campe, Hamburg 1996.
- (Hrsg. zusammen mit Julius H. Schoeps, Bernhard Vogt): Russische Juden in Deutschland. Integration und Selbstbehauptung in einem fremden Land. Athenäum Verlag, Weinheim 1996.
- Hotel Lutétia – ein deutsches Exil in Paris. Hanser Verlag, München/Wien 1994.
  - Französische Ausgabe: Un exil allemand à Paris. Paris 1995.
- (Zusammen mit Renate Lohse-Jasper): Festschrift für Alphons Silbermann zum 85. Geburtstag. Rezensionen und Interviews 1989–1994. Köln 1994.
- Der Bruder. Heinrich Mann, eine Biographie. Hanser Verlag, München/Wien 1992.
- Ludwig Börne. Keinem Vaterland geboren. Eine Biographie. Hoffmann und Campe, Hamburg 1989.
- (Hrsg.): Ludwig Börne. Über das Schmollen der Weiber. Berliner Briefe an Jeannette Wohl und andere Schriften. Leske Verlag, Köln 1987.
- Heinrich Mann und die Volksfrontdiskussion. Peter Lang Verlag, Bern/Frankfurt 1982.

Herausgebertätigkeit
- Seit 1999 Mitherausgeber von Menora – Jahrbuch für deutsch-jüdische Geschichte. Philo Verlag Berlin/Wien.

Aufsätze / Buchbeiträge
- Deutsche Juden als Goethe-Verehrer – eine „faustische Beziehungsgeschichte“? In: Jochen Golz, Justus H. Ulbricht (Hrsg.): Goethe in Gesellschaft. Zur Geschichte einer literarischen Vereinigung vom Kaiserreich bis zum geteilten Deutschland. Köln 2005, S. 113–123.
- Deutschland, Europa und die russisch-jüdische Diaspora. Anmerkungen zur Identitätsproblematik in der Forschungsdiskussion. In: Menora – Jahrbuch für deutsch-jüdische Geschichte 2004/2005, Bd. 15, S. 133–150.
- Faust and the Germans. In: Peter M. Daly, Hans Walter Frischkopf: Why Weimar? Questioning the Legacy of Weimar from Goethe to 1999. New York 2003, S. 177–190.
- „Berlin Alexanderplatz“ – Mythos und Literatur der Metropole. In: Manfred Görtemaker (Hrsg.): Weimar in Berlin. Porträt einer Epoche. Berlin-Brandenburg 2002, S. 104–135.
- Aufklärung und „Judenfrage“. In: Menora – Jahrbuch für deutsch-jüdische Geschichte 2001, Bd. 12, S. 87–111.
- Hegel und die jüdische Intelligenz – Anmerkungen zur Problematik einer philosophischen Beziehungs- und Begriffsgeschichte. In: Reinhard Blänkner u. a. (Hrsg.): Eduard Gans. Politischer Professor zwischen Restauration und Vormärz. Leipziger Universitätsverlag, Leipzig 2001, S. 55–67.
- Vom Mythos zum Text. Zur jüdischen Literaturgeschichte. In: Elke-Vera Kotowski, Julius H. Schoeps, Hiltrud Wallenborn (Hrsg.): Handbuch zur Geschichte der Juden in Europa. Wissenschaftliche Buch-Gesellschaft, Darmstadt 2001, Bd. II, S. 153–170.
- Die Entstehung eines nationalen Goethebildes im 19. Jahrhundert und seine Rolle in antisemitischen Ausgrenzungsstrategien. In: Annette Weber (Hrsg.): Außerdem waren sie ja auch Menschen – Goethes Begegnung mit Juden und Judentum. Philo-Verlag, Berlin 2000, S. 133–144.
- „Goethe ist der gereimte Knecht, wie Hegel der ungereimte“. Die deutschen Mandarine und Ludwig Börnes „Judenschmerz“. In: Menora – Jahrbuch für deutsch-jüdische Geschichte 1999, Bd. 10, S. 155–187.
- (zusammen mit Bernhard Vogt): Russische Juden in Deutschland – Fragen der Integration und Selbstbehauptung. In: Tribüne. Zeitschrift zum Verständnis des Judentums, März 1999, S. 152–172.
- Ein abschließendes Urteil über die Geschichte kann man nicht willkürlich fällen. Ein Gespräch über Deutschland und Israel mit Avi Primor. In: Menora – Jahrbuch für deutsch-jüdische Geschichte (9/1998), S. 338–349.
- (zusammen mit Julius H. Schoeps, Bernhard Vogt): Russian Jews in Germany. In: Ulf Haxen u. a. (Hrsg.): Jewish Studies in an New Europe. Kopenhagen 1998, S. 426–433.
- Faust und die Deutschen. Zur Entwicklungsgeschichte eines literarischen und politischen Mythos. In: Zeitschrift für Religions- und Geistesgeschichte, 48. Jg./Heft 3/1996, S. 215–230.
- Die Affäre Poliakov. Das Scheitern der liberalen Publizistik. In: Menora – Jahrbuch für deutsch-jüdische Geschichte (7/1996), S. 117–132.
- (zusammen mit Julius H. Schoeps, Bernhard Vogt): Antisemitismus in Rußland und Deutschland. Alte und neue Feindbilder. In: Tel Aviver Jahrbuch für deutsch-jüdische Geschichte, XXIV/1995, S. 327–357.
- Heinrich Mann in Hollywood. Vom Filmdichter zum Scriptwriter. In: Filmexil. Hrsg. von der Stiftung Deutsche Kinemathek, 7/1995, S. 5–19.
- Der gemeinsame Engel. Walter Benjamin und Gershom Scholem. In: Thomas Karlauf (Hrsg.): Deutsche Freunde – Zwölf Doppelporträts. Rowohlt-Berlin Verlag 1995, S. 254–288.
- Heinrich und Thomas Mann. In: Deutsche Brüder. Zwölf Doppelporträts. Rowohlt-Berlin Verlag, 1994, S. 197–228.
- „Schreibt, was ihr denkt von euch selbst.“ Ludwig Börne und Sigmund Freud. Eine Vorgeschichte der Psychoanalyse. In: Ludger Heid, Joachim H. Knoll (Hrsg.): Deutsch-Jüdische Geschichte im 19. und 20. Jahrhundert. Stuttgart/Bonn 1992, S. 352–360.
- Nachwort zu: Heinrich Mann: Mut-Essays (Studienausgabe in Einzelbänden). Fischer Verlag, Frankfurt/Main 1991, S. 305–316.
- Nicht nur der Maoismus verläßt seine Kinder: Die Linke hilflos zwischen der Blöcken. In: Karl Schlögel, Willi Jasper, Bernd Ziesemer: Partei kaputt. Das Scheitern der KPD und die Krise der Linken. Olle & Wolter, Berlin 1981, ISBN 3-88395-704-6, S. 40–62. (Edition Vielfalt; 4. Mit Kurzbiografien der Autoren)